# John Quayle (Politiker)

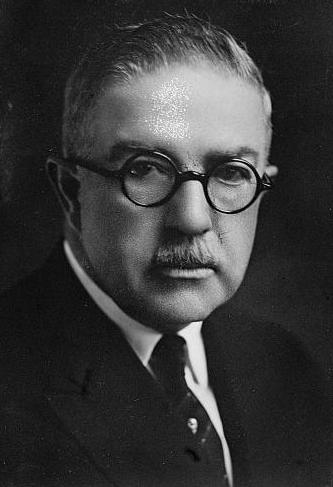
John Quayle

John Francis Quayle (* 1. Dezember 1868 in Brooklyn, New York; † 27. November 1930 ebenda) war ein US-amerikanischer Politiker. Zwischen 1923 und 1930 vertrat er den Bundesstaat New York im US-Repräsentantenhaus.

## Werdegang
John Francis Quayle wurde ungefähr drei Jahre nach dem Ende des Bürgerkrieges in der damals noch eigenständigen Stadt Brooklyn geboren und wuchs dort auf. In dieser Zeit besuchte er öffentliche Schulen, die St. James Academy und das St. Francis College in Brooklyn. Danach war er als Metzger tätig. 1902 arbeitete er im Hochbau. Er war vom 12. November 1914 bis zu seinem Rücktritt am 19. Februar 1919 als stellvertretender Steuereinnehmer (deputy collector) für das Steueraufkommen im ersten Distrikt von New York zuständig. Während dieser Zeit tobte der Erste Weltkrieg. Danach war er von März 1919 bis zu seinem Rücktritt im Februar 1923 als stellvertretender Stadtschreiber (deputy city clerk) im Borough von Brooklyn tätig. Politisch gehört er der Demokratischen Partei an.
Bei den Kongresswahlen des Jahres 1922 für den 68. Kongress wurde Quayle im siebten Wahlbezirk von New York in das US-Repräsentantenhaus in Washington, D.C. gewählt, wo er am 4. März 1923 die Nachfolge von Michael J. Hogan antrat. Quayle wurde vier Mal in Folge wiedergewählt. Er verstarb kurz nach seiner Wiederwahl in den 72. Kongress am 27. November 1930 in Brooklyn und wurde dann auf dem St. John’s Cemetery beigesetzt.